# ウベル・パス
ウベル・ホセ・パス（Uber Jose Paz, 1991年5月4日 - ）は、ニカラグア共和国レオン県レオン出身の元プロ野球選手（投手）。

## 経歴
2008年11月にサンディエゴ・パドレスと契約しプロ入り。
2009年から2011年まではルーキー級でプレー。
2012年はルーキー級アリゾナリーグ・パドレス、ショートシーズンA級ユージーン・エメラルズ、A+級レイク・エルシノア・ストームの3球団に所属して合計で12試合（うち先発4試合）に登板したが、0勝2敗1セーブ、防御率5.63という成績に終わり、10月12日に自由契約となった。11月にはパナマで行われた第3回WBC予選のニカラグア代表に選出された。

## 詳細情報

### 代表歴
- 2013 ワールド・ベースボール・クラシック・ニカラグア代表